# Boyz II Men
Boyz II Men este un grup vocal american de soul-R&B, activ din 1988 care a câștigat patru premii Grammy.

## Istoric
Nathan Morris (născut pe 18 iunie 1971) și Marc Nelson (născut 23 ianuarie 1971), fiul cântăreței Phyllis Nelson, alături de câțiva prieteni, și-au combinat vocile și au format în anul 1985 trupa Unique Attraction, inspirați de muzica soul a anilor 1960. În 1987, Wanya Morris (născut pe 29 iulie 1973) se alătură trupei. În 1988, câțiva dintre membri părăsesc trupa, dar în schimb sunt recrutați Shawn Stockman (26 septembrie 1972) și Michael McCary (16 februarie 1972). În același an, întâlnirea norocoasă cu Michael Bivins de la New Edition a determinat grupul să semneze un contract de înregistrare cu Motown Records și să schimbe numele trupei, în Boyz II Men, după numele piesei „Boys to Men” a trupei New Edition. Tot în 1988, Marc Nelson părăsește grupul, din cauza întârzierii privind înregistrarea unui album.
Noua formație a lansat single-ul „Motownphilly” în 1991, urmat de albumul de debut Cooleyhighharmony, care a vândut peste 9 milioane de exemplare și a câștigat un premiu Grammy pentru cel mai bun grup R&B.
În 1992 a fost lansat „End of the Road”, un cântec inclus pe coloana sonoră a filmului Boomerang al lui Eddie Murphy. Single-ul a ajuns pe primul loc în clasamentul Billboard Hot 100 și a rămas acolo timp de 13 săptămâni, detronându-l pe Elvis Presley care deținea recordul single-ului cu cele mai multe săptămâni pe primul loc.
În 1993 apare albumul Christmas Interpretations. Babyface, autorul End of the Road, semnează și alte hituri ale grupului, precum „I'll Make Love to You” și „Water Runs Dry”, care apare pe albumul II lansat în 1994 și vândut în 12 milioane de exemplare.
1995 a fost un an norocos: celebrul featuring „One Sweet Day” cu Mariah Carey a fost single-ul cu cele mai multe săptămâni pe primul loc în America (16 săptămâni) până în iulie 2019 când a fost depășit de Lil Nas X (19 săptămâni cu „Old Town Road”) și, de asemenea, un omagiu adus lui Michael Jackson la emisiunea Soul Train în 1995, cu participarea lui Michael însuși la celebrul „We Are the World”. În 1996, grupul a cântat imnul național al SUA la ceremonia de închidere a ediției a XXVI-a a Jocurilor Olimpice de la Atlanta. În 1997 a fost lansat Evolution, un album care a marcat un punct de cotitură în sunetul grupului, mai matur și mai sofisticat, dovadă fiind single-ul „Song for Mama”, o melodie rafinată scrisă de Babyface, care s-a vândut în 7 milioane de exemplare. În același an, Boyz II Men a cântat pentru Papa Ioan Paul al II-lea în timpul vizitei sale în Statele Unite. De asemenea, au colaborat la coloana sonoră a filmului The Prince of Egypt cântând „I Will Get There”.
Nathan Michael Shawn Wanya este al cincilea album al trupei și a fost lansat în 2000, în timp ce Greatest Hits a fost datat 2001. În 2002, Full Circle a fost lansat la casa de discuri Arista Records. Albumul conține „Relax Your Mind”, cântat cu Faith Evans sau „Color of Love” scris de Babyface. Ulterior, Michael McCary a părăsit grupul din motive de sănătate (abia în 2016 a dezvăluit McCary ca avea scleroză multiplă).
În aprilie 2007, au făcut duet cu cântărețul canadian Michael Bublé în „Comin’ Home Baby”. Pe 13 noiembrie a aceluiași an, a fost lansat noul album Motown: A Journey Through Hitsville USA, dedicat marilor succese ale labelului american de culoare cu invitații Patti LaBelle și Brian McKnight.
În noiembrie 2009, au lansat albumul Love.
În 2011 apar în filmul Never Say Never despre Justin Bieber și au un duet cu acesta din urmă în piesa „Fa La La”, conținută în albumul lui Bieber Under the Mistletoe.
În 2017, apare al 15-lea album al trupei, Under the Streetlight, o colecție de reinterpretări ale unor piese din anii 1950. Este primul album al trupei care nu intră în Billboard 200.

## Discografie
Albume de studio
- Cooleyhighharmony (1991)
- Christmas Interpretations (1993)
- II (1994)
- Evolution (1997)
- Nathan Michael Shawn Wanya (2000)
- Full Circle (2002)
- Throwback, Vol. 1 (2004)
- The Remedy (2006)
- Motown: A Journey Through Hitsville USA (2007)
- Love (2009)
- Covered: Winter (2010)
- Twenty (2011)
- Collide (2014)
- Under the Streetlight (2017)